# Healey, Northumberland
Healey är en ort och civil parish i Storbritannien.   Den ligger i grevskapet och kommunen Northumberland i riksdelen England, i den centrala delen av landet, 400 km norr om huvudstaden London. Healey ligger 203 meter över havet och antalet invånare är 194.
Terrängen runt Healey är platt åt sydost, men åt nordväst är den kuperad. Runt Healey är det ganska tätbefolkat, med 144 invånare per kvadratkilometer. Närmaste större samhälle är Newburn, 16,2 km nordost om Healey. Trakten runt Healey består i huvudsak av gräsmarker.